# Nam Thông
Nam Thông (tiếng Trung: 南通; bính âm: Nántōng) là một địa cấp thị nằm ở phía đông nam tỉnh Giang Tô, Trung Quốc. Nằm bên bờ Bắc của sông Dương Tử gần cửa sông, Nam Thông có một cảng sông giáp với Diêm Thành về phía Bắc, Thái Châu về phía Tây, Tô Châu về phía Nam qua sông và Biển Đông Trung Hoa về phía Đông.

## Hành chính
Địa cấp thị Nam Thông quản lý 7 đơn vị cấp huyện, bao gồm 3 quận, 3 thành phố cấp huyện và 1 huyện.
- Quận: Sùng Xuyên (崇川区), Thông Châu (通州区), Hải Môn (海门区)
- Thành phố cấp huyện: Như Cao (如皋市), Khải Đông (启东市), Hải An (海安市)
- Huyện Như Đông (如东县)

Các đơn vị này lại được chia ra thành 146 đơn vị cấp hương.

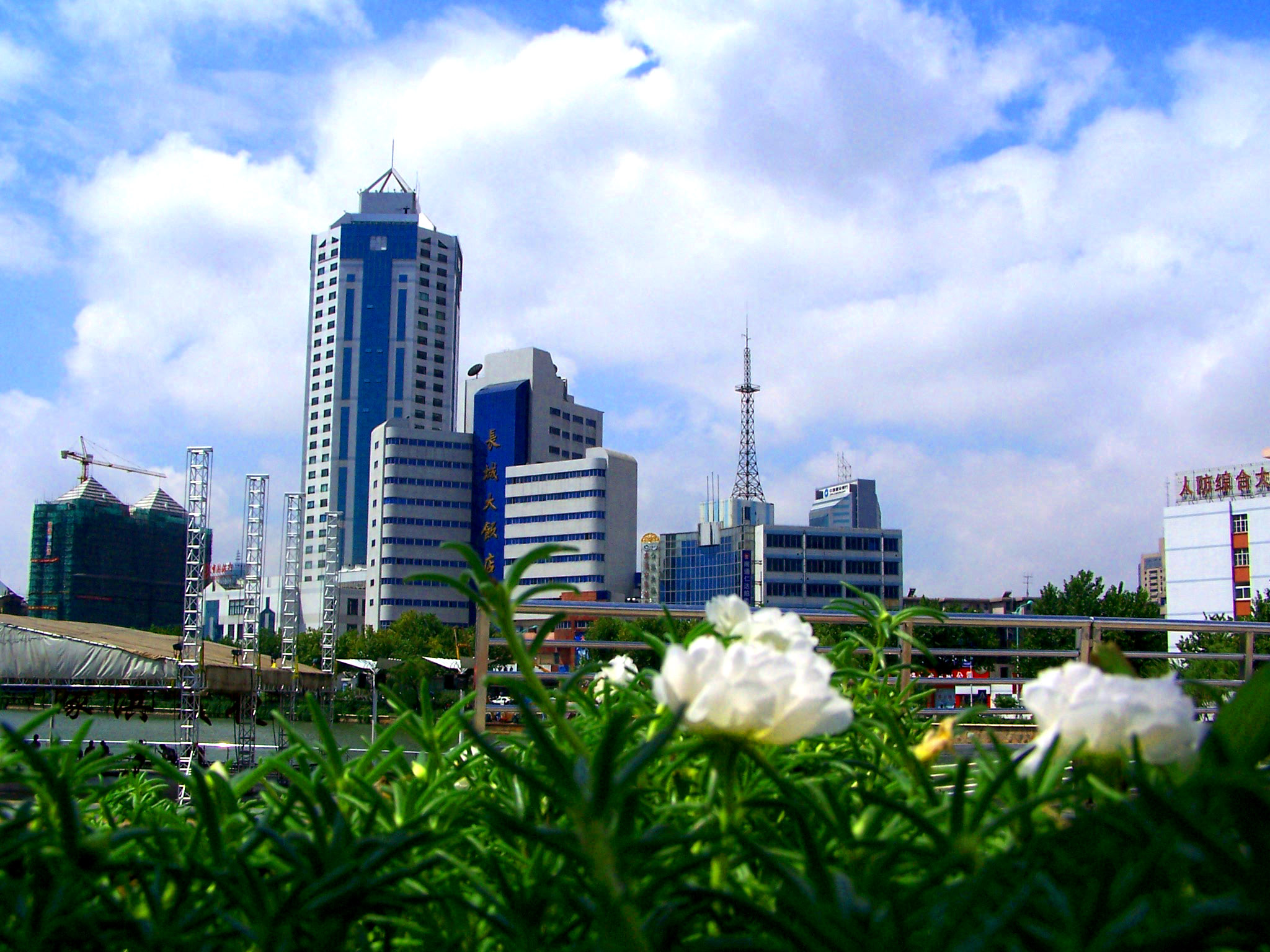
Nam Thông

## Địa lý

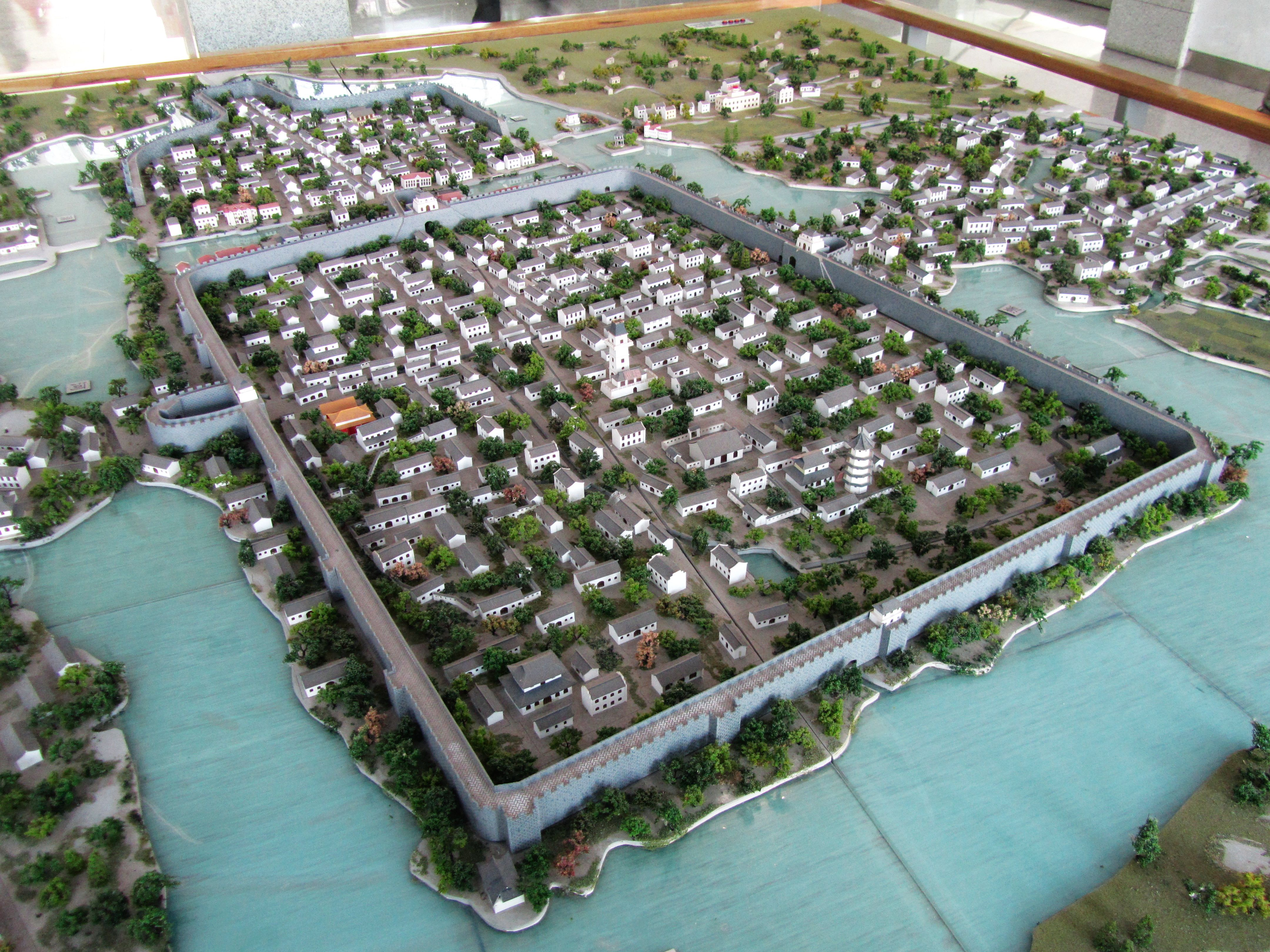
Địa lý Nam Thông

## Thành phố kết nghĩa
- Swansea, Wales (1987)
- Toyohashi, Nhật Bản (1987)
- Izumi, Nhật Bản (1993)
- Thành phố Jersey, Hoa Kỳ (1996)
- Troisdorf, Đức (1997)
- Gimje, Hàn Quốc (1997)
- Civitavecchia, Ý (1999)
- Rimouski, Canada (2003)